# Kunstmuseum Akureyri

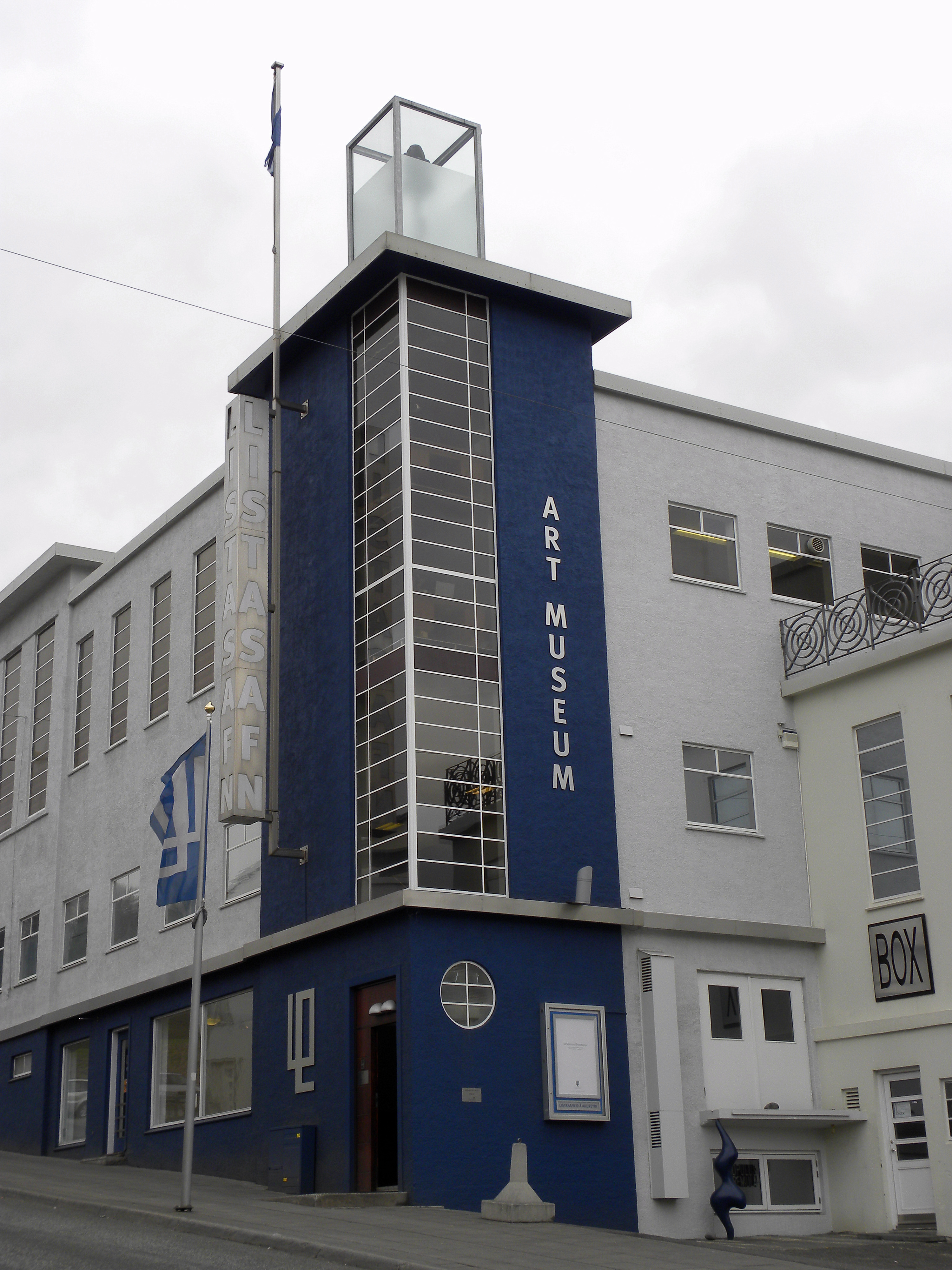
Kunstmuseum Akureyri (2010)

Das Kunstmuseum Akureyri (isländisch Listafnið á Akureyri) in Akureyri ist das größte Kunstmuseum Islands außerhalb des Einzugsbereichs von Reykjavík.

## Geschichte und Geographie
Das Museum wurde 1993 in einer bis 1980 betriebenen ehemaligen Molkerei eingerichtet, die ein Beispiel der isländischen Architektur im Bauhausstil ist. Der Entwurf für das Gebäude stammt vom isländischen Architekten Ðórir Baldvinsson, der für den isländischen Genossenschaftsverband Samband íslenskra samvinnufélaga arbeitete. Es liegt im Stadtzentrum der zweitgrößten Stadt Islands im Norden des Landes.

## Ausstellungsarbeit
Im Museum haben unter anderen die bekannten isländischen Künstler Erró, Kjarval und Louisa Matthíasdóttir neben ausländischen Künstlern wie dem US-Amerikaner Spencer Tunick und dem israelischen Videokünstler Guy Ben-Ner ausgestellt. Ferner wurde bisher eine Ausstellung zum französischen Fotografen Henri Cartier-Bresson gezeigt.
2006 war das Museum Ort der ersten Preisverleihung der Icelandic Visual Arts Awards.